# Viewtiful Joe (videojuego)
Viewtiful Joe (En español El vistoso Joe) es un videojuego de estilo beat'em up y plataformas elaborado por Capcom, publicado el 7 de octubre del 2003 para GameCube y el 24 de agosto de 2004 para PlayStation 2.
Viewtiful Joe nació como un juego experimental, con gráficos y desarrollo de un estilo más retro para la época en la que se lanzó, por lo que Capcom apostó por los usuarios de Nintendo y su Gamecube, al pensar que era el segmento de clientes que mejor podría apreciarlo. La estrategia funcionó, ya que dado su éxito y su proyección de ventas, se decidió posteriormente sacar el juego para la plataforma de Sony.
Como inspiración de Viewtiful Joe, se pueden citar los viejos programas de superhéroes japoneses de TV (Japanese tokusatsu superhero), como Kamen Raider y Kaiketsu Zubat (antes de enfrentarse a un jefe final, el casco de Joe se cierra, como el de Zubat). Además, la trama del juego es muy similar a la película Last Action Hero.

## Historia
Joe es un fanático de las películas del capitán azul (un superhéroe estilo Sentai japonés). Tanto así, que durante una cita "romántica" con su novia Sylvia, acaba llevándola a ver el último remake de la película de Captain Blue. Pero se ve sorprendido por sus protagonistas, especialmente con el malvado de turno (que obviamente quiere dominar el mundo). Estos alterarán el curso de la película, e incluso tomarán vida real. Entre alucinado y asustado, Joe verá cómo el Capitán Azul es derrotado, y para poner las cosas más raras, los villanos se llevan a su novia Sylvia dentro de la película.
Más emocionado que temeroso, Joe es llevado por Six Machine (la máquina estilo sentai del capitán azul) y se ve dispuesto a rescatar a su amada novia Sylvia, y de paso toma el papel de héroe, de manos del mismo Capitán Azul, quien le entrega el Reloj-V, y le indica que debe decir la palabra "Henshin" (transformación), pero Joe improvisa, creando su propia frase, "Henshin a Go-Go, Baby!". Cuando Joe se transforma, se convierte en Viewtiful Joe, y puede realizar un doble salto en el aire, o activar sus poderes VFX (ralentizar el tiempo o acelerarlo) para ejecutar maniobras especiales, como esquivar ataques (incluso proyectiles), o golpear a una legión de enemigos en cosa de segundos.

## Jugabilidad
Al transformarse en Viewtiful Joe, el héroe utiliza un medidor VFX para crear diversos efectos a lo largo del juego, entre ellos se encuentran: 
- Slow: El efecto con el que ralentizaremos el tiempo al estilo Matrix para esquivar patadas, puñetazos, balas, misiles y bombas, además de resolver algunos puzles y minijuegos.

Este poder se realiza con el botón L o "Con el botón L1"
- Mach Speed: Poder que aumenta nuestra velocidad hasta límites increíbles para acabar rápidamente con hordas de enemigos. La velocidad de Joe aumenta dramáticamente, permitiendo realizar ataques devastadores. Si un grupo de enemigos es golpeado en rápida sucesión, Joe genera un escudo de fuego temporal en su cuerpo, volviéndose inmune a golpes y ataques de fuego, además de encender en llamas a cualquier enemigo que tenga la mala fortuna de tocarle en ese momento. Si se utiliza mientras se ejecuta SLOW, Joe incrementa un poco su velocidad. Como un extra adicional, cuando se realizan varios golpes Joe es capaz de producir "clones" los cuales pueden romper los objetos que estén en el fondo y atacar a los enemigos.

Este poder se realiza con el botón R o "Con el botón R1" 
- Zoom: Quizás la más espectacular de todas, combinada con las otras dos podremos hacer golpes increíbles y salir de situaciones muy comprometidas, además de paralizar a todos los enemigos que se encuentren cerca de Joe. El puño normal de Joe es reemplazado por el "Red Hot One Hundred", (diferente del ataque en modo MACH SPEED), y la patada de Joe es reemplazada por la devastadora "Spin Kick", que permite a Joe elevarse mientras gira rápidamente. Si se realiza un salto, Joe se eleva girando en el aire, devastando todo a su paso. Si se ejecuta ZOOM mientras Joe gira en el aire, Joe se precipita a tierra, generando una onda expansiva desde el punto de impacto. Un combo de poderes VFX consiste en utilizar el Slow, el ataque RedHot Kick (abajo y patada en el aire, es necesario comprarlo antes) y luego activar el Zoom sin quitar el Slow. El resultado consiste en una patada como la RedHot Kick, solo que Joe va envuelto en llamas y no puedes parar la patada hasta que golpees a algo o alguien.

Los poderes VFX son necesarios para poder pasar al menos una sección
de cada nivel, por lo que el jugador debe aprender a utilizarlos.
Sin embargo, el uso de estas habilidades disminuye el medidor VFX, y
si este llega a cero, Joe vuelve a la normalidad. El medidor VFX se rellena automáticamente mientras no se ejecute algún poder especial.
Y al llegar a la marca mínima, Joe vuelve a transformarse en Viewtiful Joe de manera automática. Es posible aumentar el tamaño del medidor VFX recogiendo rollos de película a lo largo del juego. Por cada 50, el medidor VFX incrementa en un tercio del largo original, y es posible obtener hasta 5 extensiones.

## Tipos de Jugabilidad
Este cuenta con dos tipos de juegos iniciales, Kids y Adult en los cuales podrás obtener a:
- Dante: Terminado en cualquier modo (sólo en la versión de PS2).
- Sylvia: Terminando en modo Adult.
- Alastor: Terminando en modo V-Rated.
- Captain Blue: Terminando en modo Ultra V-Rated.

## Recepción
El videojuego ha recibido en su mayoría críticas positivas.

## Legado

### Secuelas
Viewtiful Joe cuenta con 2 secuelas directas, Viewtiful Joe 2 para GameCube y PlayStation 2 y Viewtiful Joe: Double Trouble para Nintendo DS, siguiendo ambos títulos el estilo de juego del primero. También existe un spin-off de lucha titulado Viewtiful Joe: Red Hot Rumble para GameCube y PlayStation Portable (PSP), el cual sigue un estilo de lucha similar a los juegos de la saga Super Smash Bros.. Y es un personaje jugable en Marvel vs. Capcom 3: Fate of Two Worlds (PS3 / Xbox 360 / PS Vita) y en Tatsunoko vs. Capcom: Ultimate All-Stars (Wii).
En agosto del 2012, el director de desarrollo de algunas franquicias de Capcom, entre ellas Viewtiful Joe, Hideki Kamiya, ha expresado sus deseos acerca de retomar la saga del exitoso juego con el fin de aprovechar al máximo su prestigio, trama y potencial gráfico gracias a las nuevas características que los sistemas de videojuegos han adquirido a través de los años desde el último lanzamiento de dicha saga para GameCube, insinuando así, el posible desarrollo de Viewtiful Joe 3 antes de que el de alguna secuela más para Devil May Cry o Bayonetta.

### Anime
Véase también: Viewtiful Joe (anime)
A partir del juego y tras el éxito recibido, se decidió realizar una serie de anime de Viewtiful Joe. Esta serie de anime cuenta con 51 episodios.
En América Latina se estrenó en Cartoon Network sin mucha promoción después del bloque Toonami en las madrugadas, y posteriormente en un horario más accesible fueron transmitidos los primeros episodios en el bloque Votatoon en la tarde del sábado 14 de octubre de 2006. Se empezó a transmitir nuevamente desde el día Lunes 4 de diciembre de 2006 a las 23:30 horas hasta el 1 de marzo de 2007 en el mismo horario, justo antes del bloque Toonami. Al finalizar ya la serie, se le dedicó un especial del 2 al 4 de marzo, 4 horas de transmisión en cada día.
En España se emite esporádicamente en el canal Toonami entre las 2 y las 3 de la madrugada los fines de semana. A pesar del éxito a nivel mundial que tuvieron los juegos, así como la serie de animación en Japón, en Europa nunca se apostó fuerte por esta última siendo siempre emitida en horarios de madrugada en canales de televisión por cable.